# Zimbabue en los Juegos Olímpicos de Sochi 2014
Zimbabue compitió en los Juegos Olímpicos de Sochi 2014, en Rusia, lo que significó la primera participación de Zimbabue en las olimpiadas de invierno. El equipo constó de un solo atleta, Luke Steyn, compitiendo en esquí alpino.

## Competidores
| Deporte      | Hombres | Mujeres | Total |
| ------------ | ------- | ------- | ----- |
| Esquí alpino | 1       | 0       | 1     |
| Total        | 1       | 0       | 1     |

## Esquí alpino
Según la asignación de cuota final pulicada el 20 de enero de 2014, Zimbabue contaba con un atleta clasificado, Luke Steyn, que nació en Zimbabue pero se marchó a la edad de dos años a Suiza, donde finalmente acabó teniendo contacto con el mundo del esquí. Steyn acabó la carrera de eslalon gigante masculino en 57.ª posición (de un total de 72 atletas que finalizaron la carrera). Por el contrario, no completó la carrera de eslalon.
| Atleta     | Disciplina                | 1º carrera | 1º carrera | 2º carrera | 2º carrera | Total   | Total  |
| Atleta     | Disciplina                | Tiempo     | Puesto     | Tiempo     | Puesto     | Tiempo  | Puesto |
| ---------- | ------------------------- | ---------- | ---------- | ---------- | ---------- | ------- | ------ |
| Luke Steyn | Eslalon gigante masculino | 1:32.20    | 61         | 1:34.35    | 59         | 3:06.55 | 57     |
| Luke Steyn | Eslalon masculino         | DNF        | DNF        | DNF        | DNF        | DNF     | DNF    |